# 한완수
한완수(韓完洙, 1949년 9월 27일~)은 대한민국 전라북도의회 의원이다.

## 학력
- 전주상업고등학교 졸업

## 경력
- 1995.07~1998.06: 제2대 전라북도 임실군의회 의원
- 1998.07~2002.06: 제3대 전라북도 임실군의회 의원
- 2002.07~2006.06: 제4대 전라북도 임실군의회 의원
  - 2002.07~2004.06: 제4대 전라북도 임실군의회 전반기 의장
- 2014년 7월 1일~2018년 6월 30일: 제10대 전라북도의회 의원
  - 2016.07~2018.06: 제10대 전라북도의회 후반기 문화건설안전위원회 위원장
- 2018년 7월 1일~2022년 4월 18일: 제11대 전라북도의회 의원
  - 2018.07~2020.06: 제11대 전라북도의회 전반기 부의장

## 역대 선거 결과
|  | 46% |

|  | 51.22% |

|  | 40.59% |

|  | 30.03% |

|  | 33.94% |

|  | 62.62% |